# NGC 2284
NGC 2284 is een meervoudige ster in het sterrenbeeld Tweelingen. Ze werd op 20 april 1865 ontdekt door de Duits-Deense astronoom Heinrich Louis d'Arrest.